# Tomás Lozano
Tomás Lozano (* 30. August 1912 in Guadalajara, Jalisco; † 16. April 1982), auch bekannt unter dem Spitznamen Poeta, war ein mexikanischer Fußballspieler auf der Position eines Stürmers.

## Leben
„Poeta“ Lozano begann seine Laufbahn bei Atlético Latino und wechselte 1928 zum Stadtrivalen Deportivo Guadalajara.
Bereits 1930 absolvierte Lozano zumindest ein Gastspiel für den Hauptstadtverein Club Necaxa, bei dem er gemäß dem mexikanischen Fußballhistoriker Carlos Calderón Cardoso jedoch erst ab 1934 unter Vertrag stand und zumindest bis 1942 blieb.
Lozano gewann mit den Necaxistas nicht nur drei Meistertitel im Zeitraum zwischen 1934/35 und 1937/38, sondern gehörte auch zur Stammformation der mexikanischen Nationalmannschaft, die bei den Zentralamerikanischen Meisterschaften 1935 ihren ersten (offiziellen) Titelgewinn verzeichnen konnte.
Lozano verstarb im Alter von 69 Jahren an einem Herzinfarkt.

## Trivia
Seinen Spitznamen „El Poeta“ (der Poet) erhielt Lozano bereits zu Schulzeiten. Einem von ihm verehrten Mädchen trug er im Schulhof ein Gedicht vor und am Ende applaudierten die Mitschüler.

## Erfolge

### Verein
- Mexikanischer Meister: 1934/35, 1936/37, 1937/38

### Nationalmannschaft
- Zentralamerikanischer Meister: 1935[5]